# Ljungsjön (Kyrkhults socken, Blekinge, 624626-141714)
Ljungsjön är en sjö i Olofströms kommun i Blekinge och ingår i Skräbeåns huvudavrinningsområde.